# Didiévi

Didiévi  est une ville du centre de la Côte d'Ivoire. C'est un chef-lieu de département de la région du Bélier, dans le district des Lacs. Le nom de la ville vient de l'expression « Idjéwi » qui veut dire « cure-dents amers ». Avant d'être Didiévi, la localité, un village, s'appelait Allui-N'Guessankro. Elle est peuplée en majorité par des Baoulés N'gban et N'zipri.

## Histoire
Les peuples baoulés de Didiévi sont originaires du Ghana. Après leur migration, ils auraient quitté la reine Abla Pokou pour s'installer dans cette région. Ils reçurent la visite des Européens en 1883.